# MDAI
L'MDAI, o 5,6-metilendiossi-2-amminoindano, è un composto chimico di formula C10H11NO2 che in condizioni standard se sintetizzato con alta purezza, si presenta come una polvere bianca brillante.

## Storia
MDAI è stato sviluppato negli anni '90, ma non è stato portato alla ribalta fino ad aprile 2010. La sua iniziale limitata popolarità potrebbe essere dovuta alla presenza di altre alternative legalmente disponibili come il mefedrone.
Il composto è stato sintetizzato per la prima volta dal Dr. David Nichols presso la Purdue University negli Stati Uniti. È stato scoperto accidentalmente durante il processo di ricerca del meccanismo farmacologico dell'MDMA.

## Caratteristiche strutturali e fisiche
Il composto è classificato come benzodiossolo e rappresenta il sostituto completo del (+)-N-metil-1-(1,3-benzodiossol-5-il)-2-butanamina. Si tratta di un cannabinoide sintetico e un'amfetamina.
Il composto è un analogo della 3,4-metilenediossimetanfetamina (MDMA) e un derivato indiretto dell'MDA. Come l'MDMA presenta un gruppo indano e ha una struttura simile alla serotonina.
| N. di atomi pesanti                  | 13              |
| N. di donatori di legami a idrogeno  | 1               |
| N. di accettori di legami a idrogeno | 3               |
| Massa monoisotopica                  | 177,078978594 u |
| Superficie polare                    | 44,5 Å²         |

## Sintesi
La prima fase della sintesi consiste nella ciclizzazione dell'acido 3-(3,4-(metilendiossi)fenil)propanoico per reazione con cloruro di tionile in benzene secco, che porta alla formazione del 5,6-(metilendiossi)-1-indanone.
Il 5,6-(metilendiossi)-1-indanone viene quindi fatto reagire con nitrito di isopentile in metanolo con acido cloridrico, formando il 2-(idrossiossimino)-5,6-(metilendiossi)-1-indanone.
Questo viene poi ridotto usando boroidruro di sodio fino a un intermedio, che viene quindi trattato con acido solforico concentrato in presenza di un catalizzatore (palladio su carbone) per formare MDAI. La resa è del 55%, che per una reazione organica multi-step è considerata alta. Le impurità derivanti dalla sintesi rendono i cristalli di colore marrone.

## Reattività e caratteristiche chimiche

### Spettri analitici
- 13C NMR[10]

- GC-MS[11]
- LC-MS[12]
- ATR-IR[13]

## Farmacologia e tossicologia

### Farmacodinamica
È stato identificato come un agente altamente selettivo nel rilascio di serotonina, con lievi risposte entactogene negli esseri umani. Si ritiene che l'anello diossolico del MDAI sia responsabile dell'interazione tra il farmaco e i trasportatori per il riassorbimento della dopamina/serotonina. È stato dimostrato che il MDAI inibisce il riassorbimento sia della dopamina che della noradrenalina.
Il 5,6-Diidrossi-2-aminoindano, un metabolita del MDAI, si è dimostrato essere un inibitore a bassa potenza del riassorbimento delle monoammine e ha una moderata selettività per l'inibizione del riassorbimento della noradrenalina. È stato dimostrato che altri metaboliti, non identificati, del MDAI sono potenti promotori del rilascio di dopamina non vescicolare e inibitori del riassorbimento della noradrenalina.
La capacità del MDAI di aumentare i livelli di catecolamine potrebbe spiegare il coinvolgimento emotivo e il rafforzamento delle associazioni legate alla paura.

### Effetti del composto e usi clinici
È un composto psicoattivo, chimicamente e farmacologicamente simile all'MDMA, ampiamente utilizzato per scopi ricreativi per le sue proprietà entactogene, che portano a un aumento dei livelli di coscienza ed empatia.

### Tossicologia
Nonostante la sua similarità con l'MDMA e l'MDA, il composto non ne presenta gli effetti neurotossici. Gli effetti tossici del MDAI possono essere descritti come un'esagerazione delle azioni farmacologiche delle amfetamine.